# Badagakaranduru, Beltangadi
Badagakaranduru là một làng thuộc tehsil Beltangadi, huyện Dakshina Kannada, bang Karnataka, Ấn Độ.